# Wilshire Boulevard
Pour les articles homonymes, voir Wilshire.
Wilshire Boulevard est l'une des principales artères de la ville et du comté de Los Angeles, en Californie. 

## Situation et accès
Longue de 25 km, elle s'étend d'est en ouest, à partir de Grand Avenue à Downtown Los Angeles jusqu'à Ocean Avenue à Santa Monica.
La position centrale de Wilshire Boulevard lui vaut le surnom de « backbone of Los Angeles » (colonne vertébrale de Los Angeles), mais aussi de « Champs Élysées de l'Ouest » ou de « 5e avenue de l'Ouest ». Il concentre à ses abords de nombreux bâtiments historiques de la ville, une densité de population élevée et relie entre eux différents quartiers. Il constitue une des principales artères de Koreatown et de Santa Monica.
Wilshire Boulevard traverse cinq des principaux quartiers d'affaires de Los Angeles et de Beverly Hills. A ce titre, il concentre la plupart des gratte-ciels de la métropole construits après 1956.
Le secteur Park Mile se situe entre Highland Avenue et Wilton Place. Plus à l'ouest, une section située entre Fairfax Avenue et Highland Avenue est surnommée le Miracle Mile, concentrant les plus grands musées de la ville. Encore plus à l'ouest, une section du boulevard traversant Westwood, avec Holmby Hills au nord et Century City au sud, est surnommée le  Millionaire's Mile ou de Condo Canyon ou bien encore de Wilshire Corridor en raison d'une concentration de villas de luxe.

### Lieux traversés
D'est en ouest, Wilshire Boulevard traverse les villes et quartiers suivants : 
- Downtown Los Angeles / Grand Avenue
- Westlake
- Koreatown
- Larchmont
- Wilshire Park (en)
- Hancock Park (en)
- Carthay
- Mid-Wilshire / Miracle Mile
- Beverly Hills
- Westwood (Los Angeles) / Holmby Hills
- West Los Angeles / (en) Sawtelle
- Brentwood
- Santa Monica / Ocean Avenue

### Transports
Route
Très emprunté sur ses quatre à huit voies selon les sections, le boulevard peut présenter de fréquents embouteillages à ses endroits les plus fréquentés, notamment entre Westwood et Beverly Hills, où il se croise avec La Cienega Boulevard.
Métro
Le boulevard est desservi par les lignes B et D du métro de Los Angeles, notamment par les stations :
- Wilshire/Vermont
- Wilshire/Normandie
- Wilshire/Western
- Wilshire/La Cienega

## Origine du nom
La voie tient son nom de  (en) Henry Gaylord Wilshire (1861-1927), natif de Cincinnati, qui fait fortune dans l'immobilier puis dans l'exploitation agricole et de mines d'or, avant de tout perdre et de mourir ruiné.

## Historique

### Origines
L'axe de communication qui allait devenir Wilshire Boulevard préexistait à la colonisation européenne. Il s'agissait alors d'une piste empruntée par le peuple amérindien des Tongvas, qui vivait alors dans le bassin de Los Angeles, et constituait une de leurs principales voies de communication reliant leur village de Yaanga, un des plus importants de la région et dont des vestiges archéologiques ont été retrouvés sous la gare de Los Angeles, à l'Océan Pacifique.
De la fondation de Los Angeles en 1781 jusqu'à la fin des années 1800, cette voie prend le nom de Calle de los Indios (« route des Indiens » en espagnol). Par la suite, elle prend le nom de El Camino Viejo (« le vieux chemin » en espagnol), traversant le Pueblo de Los Angeles et les cinq premières concessions foncières espagnoles (ranchos).

### Création
En 1895, Henry Gaylord Wilshire (1861–1927), un entrepreneur ayant fait fortune dans l'immobilier, l'agriculture et l'exploitation minière avant de tout perdre, fait don à la ville de Los Angeles de terres afin de permettre l'aménagement d'un boulevard partant en direction de l'ouest à partir d'un programme de promotion immobilière de standing qu'il finance à hauteur de Westlake Park (de nos jours, MacArthur Park). En contrepartie de ce don, il impose que le futur boulevard porte son nom et que le transport par voie ferrée ou par camion y soit interdit. Le nom de Wilshire Boulevard apparaît pour la première fois sur un plan en 1895. Un immeuble d'habitation est construit à l'angle du boulevard et de S. Kenmore Ave. sous le nom de Gaylord, le deuxième prénom du généreux donateur,.
À ses débuts, Wilshire Boulevard se termine à hauteur du lac de MacArthur Park mais en 1934, un talus est aménagé pour le traverser et poursuivre vers l'est sur Orange Street (reliant Figueroa Street à Alvarado) jusqu'à downtown Los Angeles. Orange Street est intégré au boulevard et prend le nom de Wilshire, qui se trouve ainsi prolongé vers l'est, de Figueroa Street à Grand Avenue. Cette opération a pour effet de diviser le lac en deux. La partie nord est asséchée, seule est conservée la partie sud.

## Bâtiments remarquables et lieux de mémoire
Gratte-ciels
- Wilshire Grand Center, haut de 335,3 mètres, achevé en 2017, le plus grand immeuble de Los Angeles, situé au carrefour avec Figueroa Street
- Aon Center, haut de 260 mètres, achevé en 1973, une des plus hautes tours de la ville, située au 707 Wilshire Boulevard à Downtown Los Angeles
- 1100 Wilshire,  haut de 151,18 mètres, achevé en 1987
- 1000 Wilshire Boulevard, haut de 102 mètres, également achevé en 1987[1]

Autres sites existants
Les sites remarquables situés le long du boulevard sont :
- Synagogue de Wilshire Boulevard, lieu de culte israélite inauguré en juin 1929
- UCLA (à proximité)
- Beverly Wilshire Hotel, situé à l'intersection du Wilshire Boulevard et de Rodeo Drive, sa construction est achevée en 1928
- Rodeo Drive, rue dont le nom apparaît pour la première fois sur un plan de la ville en 1907
- Saban Theatre (en)
- Petersen Automotive Museum
- Los Angeles County Museum of Art, occupe son lieu actuel depuis 1965
- La Brea Tar Pits, gisement de fossiles du Pléistocène supérieur, situé dans Hancock Park (en), au 5801 Wilshire Boulevard, sur le Miracle Mile
- George C. Page Museum
- Wiltern Theatre (en)
- MacArthur Park, (anciennement Westlake Park[12]), situé dans le quartier de Westlake

Sites détruits
- Hôtel Ambassador au no 3400, lieu de l'assassinat de Robert F. Kennedy le 5 juin 1968
- The Brown Derby : chaîne de restaurants qui disposait de deux établissements sur le boulevard, un au no 3377 à Los Angeles, l'autre au no 9537 à Beverly Hills
- La maison de J. Paul Getty sur Wilshire Boulevard sert de décor au film Boulevard du crépuscule, sorti en 1950. Elle est détruite en 1957[13]